# NGC 578
NGC 578 је спирална галаксија у сазвежђу Кит која се налази на NGC листи објеката дубоког неба.
Деклинација објекта је - 22° 40' 0" а ректасцензија 1h 30m 28,9s. Привидна величина (магнитуда) објекта NGC 578 износи 10,8 а фотографска магнитуда 11,5. Налази се на удаљености од 21,821 милиона парсека од Сунца. NGC 578 је још познат и под ознакама ESO 476-15, MCG -4-4-20, UGCA 18, AM 0128-225, IRAS 01280-2255, PGC 5619.